# Гурдићи (Олово)
Гурдићи су насељено мјесто у Федерацији Босне и Херцеговине, у општини Олово, у Зеничко-добојском кантону, које административно припада Федерацији Босне и Херцеговине. Према последњем попису становништва из 2013. у насељу је живјело 108 становника.

## Историја
Насељено мјесто Гурдићи је до 1992. комплетно припадало предратној општини Олово. Током рата у Босни и Херцеговини оно се нашло на линији фронта двије зараћене стране. Након овог рата, село је подјељено и дио села се нашао под контролом муслиманских снага, те је припало општини Олово у саставу Федерације БиХ, а други дио је био под контролом Војске Републике Српске, па је припало и општини Соколац у Републици Српској.

## Становништво
| Националност | 1971.        | 1981.        | 1991.        |
| Муслимани*   | 359 (87,35%) | 352 (87,13%) | 333 (91,99%) |
| Срби         | 51 (12,41%)  | 36 (8,91%)   | 29 (8,01%)   |
| Југословени  | 1 (0,24%)    | 16 (3,96%)   |              |
| Укупно       | 411 (100%)   | 404 (100%)   | 362 (100%)   |

- Муслимани се данас углавном изјашњавају као Бошњаци.